# Auto Technisches Spezialzubehör

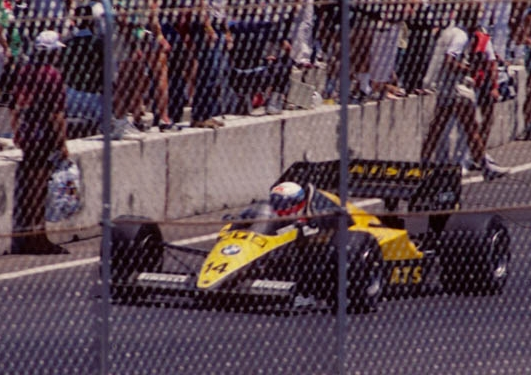
ATS w 1984 (Manfred Winkelhock)

ATS (pełna nazwa Auto Technisches Spezialzubehör) – niemiecki zespół Formuły 1, występujący w Mistrzostwach Świata w latach 1977-1984.
Szefem zespołu był Günther Schmidt, właściciel firmy produkującej felgi aluminiowe pod tą samą nazwą.
W pierwszym sezonie startów ATS używał nadwozi zespołu Penske, który wycofał się z Mistrzostw Świata Formuły 1 wraz z końcem poprzedniego roku. Od 1978 roku ATS wystawiał już samochody własnej konstrukcji.
W historii Formuły 1 kierowcy ATS zdobyli tylko 8 punktów w 99 wyścigach Grand Prix. Najlepszy wynik – piąte miejsce – uzyskano trzykrotnie: (Hans Joachim Stuck w Grand Prix Stanów Zjednoczonych – Zachód 1979; Manfred Winkelhock w Grand Prix Brazylii 1982 oraz Eliseo Salazar w Grand Prix San Marino 1982).
W latach 1977–1982 zespół używał silników Forda. Ekspansja jednostek napędowych z turbodoładowaniem spowodowała, iż w 1983 roku ATS również dołączył do grona użytkowników tego typu silników. Dostawcą został bawarski koncern BMW.
Umowa z BMW nie przyniosła jednak spodziewanych korzyści. Po dwóch sezonach, w których ATS nie zdobył żadnego punktu, BMW zrezygnowało z dalszej współpracy. Günther Schmidt nie zdołał znaleźć nowego dostawcy silników i zespół zniknął ze sceny F1 wraz z końcem 1984 roku.